# (135742) 2002 PB171
(135742) 2002 PB171, também escrito como (135742) 2002 PB171, é um objeto transnetuniano que está localizado no cinturão de Kuiper, uma região do Sistema Solar. Este corpo celeste está em uma ressonância orbital de 4:7 com o planeta Netuno. Ele possui uma magnitude absoluta e 7,3 e tem um diâmetro estimado com cerca de 153 quilômetros.

## Descoberta
(135742) 2002 PB171 foi descoberto no dia 5 de agosto de 2002, em Mauna Kea.

## Órbita
A órbita de (135742) 2002 PB171 tem uma excentricidade de 0,125, possui um semieixo maior de 43,477 UA e um período orbital de cerca de 290 anos. O seu periélio leva o mesmo a uma distância de 38,034 UA em relação ao Sol e seu afélio a 48,919 UA.